# La dona Oklahoma
La dona Oklahoma (originalment en anglès, The Oklahoma Woman) és una pel·lícula de western estatunidenca de 1956 dirigida per Roger Corman. S'ha subtitulat al català.

## Sinopsi
El protagonisme recau en dones que es comporten com a homes: disparen com ells, beuen com ells i es barallen, tot i que eròticament. La protagonista és Oklahoma, una dona propietària de la cantina del lloc que aspira a convertir-se en la següent xèrifa.

## Repartiment
- Richard Denning com a Steve Ward
- Peggie Castle com a Marie "Oklahoma" Saunders
- Cathy Downs com Susan Grant
- Mike Connors com el xèrif Tom
- Tudor Owen com a Ed Grant
- Martin Kingsley com el xèrif Bill Peters
- Dick Miller
- Jonathan Haze